# 西小河的夏天
《西小河的夏天》（英語：End of Summer），是一部于2018年上映的生活剧情电影。由张颂文、荣梓杉、谭卓、顾宝明领衔主演，2018年5月25日于中国大陆上映。

## 演员列表
| 演员姓名 | 角色名称 | 介绍 |
| 张颂文   | 顾建华   |      |
| 荣梓杉   | 顾晓阳   |      |
| 谭卓     | 杨惠芳   |      |
| 顾宝明   | 郑爷爷   |      |
| 董晴     | 沈秀娟   |      |